# Adonisea brunnea
Adonisea brunnea là một loài bướm đêm trong họ Noctuidae.